# Jasmin
Jasmin o Jansemin és el nom amb què fou conegut Jacme Boèr (Agen, Guiena, 6 de març de 1798- 4 d'octubre de 1864), poeta occità del segle xix.

## Biografia
Era fill d'un sastre i després d'estudiar uns anys al seminari des del 1818 treballà com a barber, i es va fer popular recitant els seus poemes als clients. El 1822 assolí celebritat quan va compondre Fidelitat agenesa per al carnaval de 1822, i Lo Charibari el 1825.
La seva consagració definitiva arribà amb Lo tres de mai, composta amb motiu de la inauguració a Nerac de l'estàtua d'Enric de Navarra. Això li va permetre recórrer el territori occità recitant els seus poemes, i es consagrà definitivament com a poeta nacional occità quan recità L'Avugla de Castelculhèr a Bordeus el 1836. El 1840 els seus recitals eren ja multitudinaris; es calcula que en va fer un total de 12.000, dels quals la major part dels ingressos foren destinats a obres de caritat. Fou lloat per homes de lletres francesos com Honoré de Balzac (1842), Alphonse de Lamartine (qui el qualificà d'Homer dels proletaris) i Charles Nodier, i fins i tot pel compositor Franz Liszt, a qui conegué en un concert a Agen el 1844.
La seva fama fou tal que fou rebut per l'emperador Napoleó III al Palau de les Teuleries, qui li va concedir la Legió d'Honor, i pels salons de l'alta societat de París. El 1852 l'Acadèmia Francesa li va concedir una pensió; el papa Pius IX el consagrà com a cavaller de Sant Jordi.
La seva mort fou molt sentida tant a Agen com a París. El 12 de maig de 1870 es va inaugurar a Agen una estàtua de bronze seva feta per Vital-Dubray. Frederic Mistral li va retre homenatge, tot i el poc interès que havia mostrat Jasmin pel Felibritge. Un carrer i una estació de metro a París duen el seu nom.

## Obra
Gran narrador, fou capaç de reviscolar la poesia popular occitana i va influir en gairebé tots els poetes posteriors, sent considerat un precursor del Felibritge. La seva obra fou recollita als quatre volums de Papilhòtas (1835, 1842, 1854 i 1863). Tot i que era considerat gascó, la seva obra fou editada en llenguadocià, en el parlar d'Agen.

### Principals poemes
- Las Papillôtos (Els embolcalls),
- L'Abuglo de Castèl-Cuillè (el cec de Castelculier),
- Françoneta (
- Los dos fraires beçons
- La Setmana del Filh
- Mos Sovenirs
- Maltra l'innocenta (Maltra l'innocent).
- Lo poèta del puple a Monsur Renan.

### Extracte deFrançoneta
Apèi, luènh del brut de l'enveja,

Fai çò que fasèm tots: los uèlhs oberts, sauneja,

E sans pèiretas ni martèl,

Se bastís un pichon castèl

Ont pròche de Pascal tot lusís, tot daureja

E raja de bonur; ò ! lo sage a rason:

« L'ama sofrenta aima milhor. »

Aquesta, dejà tota al fait que la mestreja,

Sent qu'aima per totjorn; tot li ritz, mès, ailàs !

Mèl d'amor tròp viste amareja;

Tot d'un còp, se soven, fremís, ven coma glaç;

Al truc d'una pensada afrosa

Son castelet s'es demolit;

Revava d'amor, malurosa !

L'amor li'es defendut, lo grand Sorcièr z'a dit,

Lo Demon l'a crompada; e l'òme assès ardit

Per l'esposar, d'aprèt la menaça infernala,

Non diu trobar qu'un clòt dins sa cramba noviala; ...

Ela, veire morir Pascal a son costat !!

Pietat, mon Diu ! ... mon Diu, pietat !!